# Europa-Center

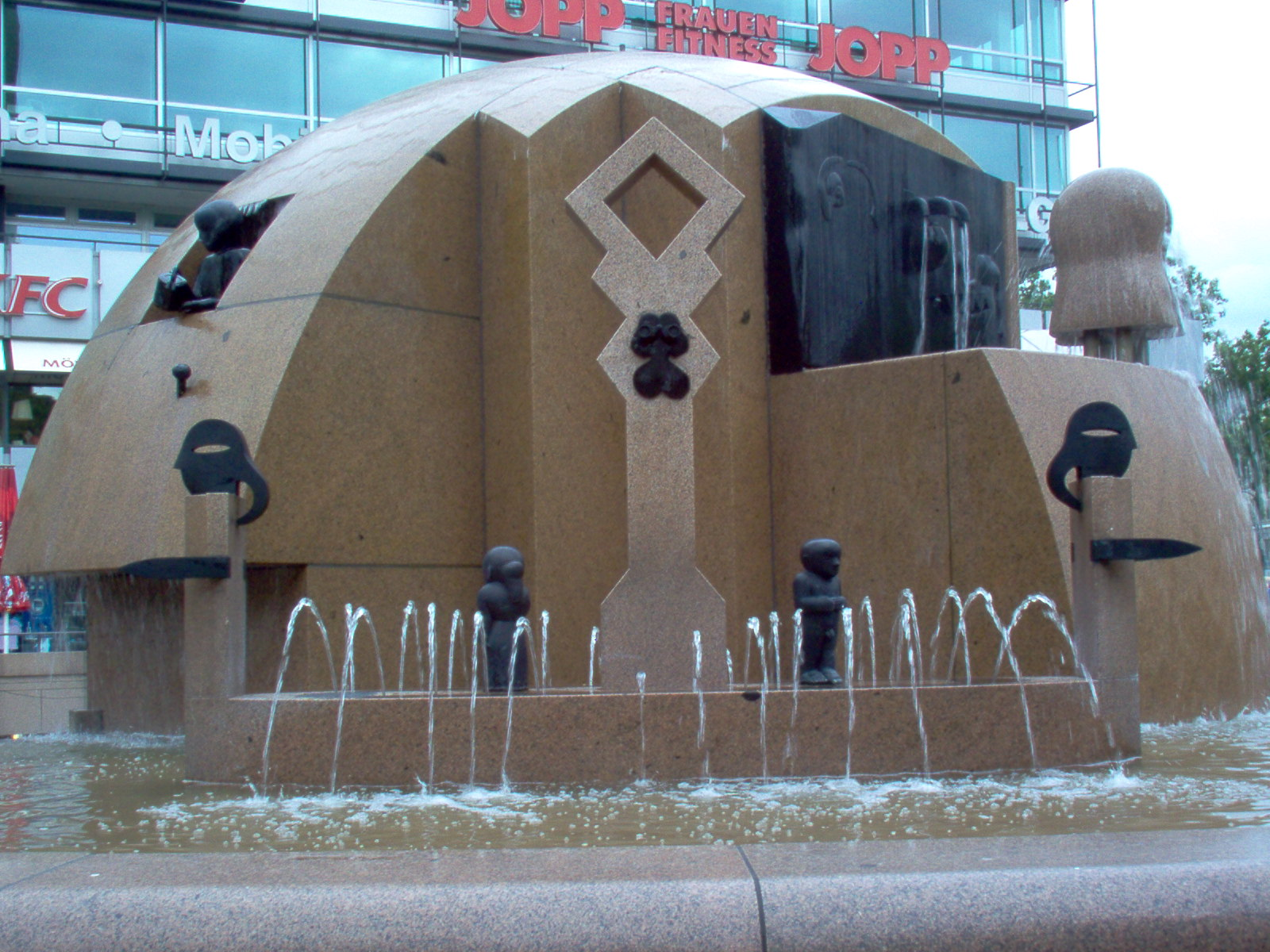
Fontana Weltkugelbrunnen all'ingresso dell'Europa-Center

L'Europa-Center è un complesso di edifici che si trova a Berlino, nel quartiere di Charlottenburg.
Sorge in Breitscheidplatz, all'angolo con la Tauentzienstraße, di fronte alla Gedächtniskirche.
È posto sotto tutela monumentale (Denkmalschutz).

## Storia
L'edificio sorge su quella che era una volta la sede del Romanisches Café, famoso ritrovo degli artisti dada negli anni venti. L'edificio venne iniziato nel 1963 ed ultimato nel 1965, su progetto di Helmut Hentrich e Hubert Petschnigg, e comprende una serie di bassi edifici che ospitano un centro commerciale, ristoranti, pub, un cinema multisala e un casinò. Davanti all'ingresso del complesso è posta una fontana che rappresenta la terra. A questa serie di edifici sono stati successivamente incorporati il lussuoso Palace Hotel ed un palazzo per uffici. All'interno dell'Europa-Center si trova l'Orologio del tempo che scorre, opera di Bernard Gitton, in cui il tempo è scandito da fiale e sfere che si riempiono di un liquido verde. All'esterno dell'Europa-Center si trova l'orologio di Berlino, antesignano dei moderni orologi digitali.